# جريدة الفجر (الجزائر)
جريدة الفجر هي صحيفة جزائرية يومية تصدر باللغة العربية تصدر عن ش.ذ.م.م الرائد للإعلام، شعارها «فضاء إعلامي حر»

## التأسيس
تأسست في 5 أكتوبر 2000.

## جائزة أفضل رياضي جزائري
جائزة أفضل رياضي جزائري استفتاء تنظمه جريدة الفجر الجزائرية منذ 2020
| العام | الرياضي                | الرياضة               | الجائزة          |
| ----- | ---------------------- | --------------------- | ---------------- |
| 2020  | عبد الكريم فرقات       | المصارعة              | أفضل رياضي       |
| 2020  | جمال بلماضي            | كرة القدم             | أفضل مدرب        |
| 2020  | أيوب حلاسة             | الكاراتي              | أفضل رياضي شاب   |
| 2020  | سونيا زبوج             | المبارزة              | أفضل رياضية شابة |
| 2021  | محمد الطاهر ياسر تريكي | العاب القوي           | أفضل رياضي       |
| 2021  | إيمان خليف             | الملاكمة              | أفضل رياضية      |
| 2021  | محمد قواند             | العاب القوي           | أفضل رياضي شاب   |
| 2021  | زهرة حماشي             | الكاراتي              | أفضل رياضية شابة |
| 2021  | اسكندر عثماني          | ذوي الاحتياجات الخاصة | أفضل رياضي       |
| 2021  | شيرين عبد اللاوي       | ذوي الاحتياجات الخاصة | أفضل رياضية      |

## وصلات خارجية
- الموقع الرسمي لجريدة الفجر .